# Фазовий детектор
Фазовий детектор (ФД; англ. Phase frequency detector, PFD) — електронний пристрій, який порівнює фази двох вхідних сигналів рівних або близьких частот.
На вхід ФД подаються два сигнали, фази яких потрібно порівняти, на виході ФД формується сигнал, зазвичай напруги, пропорційний різниці фаз вхідних сигналів.
Застосовується в системах фазового автопідлаштування частоти, синтезаторах частот, радіоприймальній апаратурі, стабілізаторах частоти обертання шпинделів, наприклад, накопичувачів на жорстких дисках тощо.

## Схемотехнічні рішення

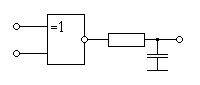
ФД на логічному елементі XOR

### ФД на логічному елементі XOR
Найпростіший ФД може бути побудований на логічному елементі виключне АБО. При подачі на вхід цього елемента двох прямокутних коливань рівних частот з нульовим фазовим зрушенням його вихідна напруга дорівнює нулю (на виході логічний 0). При ненульовому зсуві фаз на виході елемента формуються імпульси, середнє значення яких прямо пропорційне фазовому зсуву і досягає максимуму (на виході логічна 1) при зсуві на 180°. Для отримання пропорційної зсуву фаз напруги імпульси з виходу елемента XOR подають на інтегрувальну ланку (фільтр низьких частот, ФНЧ).

### ФД на балансному змішувачі
Випускаються, в тому числі, в інтегральному виконанні.